# Polyvinylideenfluoride
Polyvinylideenfluoride (afgekort: PVDF) is een niet-reactief thermoplastisch polymeer. PVDF is een niche-polymeer van de fluoropolymeerfamilie. Het monomeer is 1,1-difluoretheen. Deze kunststof wordt toegepast waar men een hoge zuiverheid, sterkte en resistentie voor chemicaliën zoals oplosmiddelen, zuren en basen, nodig heeft. Bovendien is PVDF erg hittebestendig en wordt het gekenmerkt door weinig roetontwikkeling bij brand. Vergeleken met andere fluoropolymeren is het smeltproces eenvoudiger door het relatief lage smeltpunt (glastemperatuur van −30 °C).
Andere kenmerken van PVDF zijn de relatief lage dichtheid en kosten ten opzichte van andere fluoropolymeren. Daardoor vindt het toepassing in films, buizen, platen en als isolator in bedradingen. Voor het geven van de vorm van de eindproducten wordt dikwijls spuitgieten toegepast. PVDF-eindproducten worden niet alleen teruggevonden in de chemische, halfgeleider-, medische en defensieindustrie, maar ook in lithium-ion batterijen.
PVDF-membranen worden ten slotte gebruikt voor de immobilisatie van eiwitten door zijn specifieke affiniteit voor aminozuren.
PVDF wordt tegenwoordig ook veel gebruikt in vislijnen als vervanging van nylon. In de handel wordt deze lijn fluor(o)carbon genoemd. De lage brekingsindex maakt PVDF minder zichtbaar in water. Een ander voordeel is de duurzaamheid. De lijn is ongevoelig voor UV-degradatie, neemt geen water op en het oppervlak is harder waardoor de lijn slijtvaster is en beter bestand tegen scherpe vistanden.